# Corsia resiensis
Corsia resiensis är en enhjärtbladig växtart som beskrevs av Pieter van Royen. Corsia resiensis ingår i släktet Corsia och familjen Corsiaceae. Inga underarter finns listade.